# Чернятьевская
 Чернятьевская  — деревня в Котельничском районе Кировской области в составе Макарьевского сельского поселения.

## География
Располагается на расстоянии примерно 13 км по прямой на запад-юго-запад от центра поселения села Макарье.

## История
Известна с 1802 года как починок Чернятевский с 7 дворами. В 1873 году здесь (деревня Чернятьевская  или Обуховы) дворов 2 и жителей 16, в 1926 (Чернятьевский совхоз) 1 и 4, в 1950 (Чернятьевская) 23 и 65, в 1989 проживало 52 человека. Настоящее название утвердилось с 1939 года.

## Население
Постоянное население  составляло 28 человека (русские 96%) в 2002 году, 10 в 2010.